# Сармаш-по-Ирне
Сармаш-По-Ирне́ (тат. Апач) — деревня в Заинском районе Республики Татарстан, в составе Бухарайского сельского поселения.

## География
Деревня находится на реке Малая Ирня, в 34 км к юго-востоку от районного центра, города Заинска.

## История
Деревня известна с 1731 года под названием Сармаш. В дореволюционных источниках упоминается также как Нижний Сармаш, Апасево.
До 1860-х годов жители относились к категории государственных крестьян (из бывших ясачных, в том числе старокрещёных татар, новокрещёных чувашей). Их основные занятия в этот период – земледелие и скотоводство, были распространены пчеловодство, бондарный и колёсный промыслы, плетение лаптей; наёмная работа в имениях окрестных помещиков.
По сведениям 1870 года, 57% жителей исповедовали ислам, 43% – православие (относились к приходу Покровской церкви села Налим).
В «Списке населенных мест по сведениям 1870 года», изданном в 1877 году, населённый пункт упомянут как деревня Нижний Сармаш (Сармаш-по-Ирне, Апасево) 2-го стана Мензелинского уезда Уфимской губернии. Располагалась при речке Ирне, по правую сторону просёлочной дороги из Бугульмы в Мамадыш, в 85 верстах от уездного города Мензелинска и в 20 верстах от становой квартиры в селе Александровское (Кармалы). В деревне, в 23 дворах жили 144 человека (69 мужчин и 75 женщин, татары, русские). Жители занимались земледелием, скотоводством.
К началу XX века в деревне действовал хлебозапасный магазин. В этот период земельный надел сельской общины составлял 434,2 десятины.
По подворной переписи 1912–1913 годов, из 69 хозяйств 17 были безлошадными, остальные – одно-, двухлошадными; зарегистрированы 523 головы крупного рогатого и прочего скота, 70 пчелосемей. 20 дворов помимо сельского хозяйства занимались кустарными промыслами.
В годы коллективизации в деревне организован колхоз «Кзыл Ирня».
До 1920 года деревня входила в Ново-Спасскую волость Мензелинского уезда Уфимской губернии. С 1920 года в составе Мензелинского, с 1922 года – Челнинского кантонов ТАССР. С 10 августа 1930 года – в Шереметьевском, с 10 февраля 1935 года – в Заинском, с 1 февраля 1963 года – в Сармановском, с 21 июля 1966 года – в Альметьевском, с 1 ноября 1972 года в Заинском районах.

## Население
| 1859 | 1870 | 1913 | 1926 | 1938 | 1949 | 1958 | 1970 | 1979 | 1989 | 2002 | 2010 | 2017 |
| ---- | ---- | ---- | ---- | ---- | ---- | ---- | ---- | ---- | ---- | ---- | ---- | ---- |
| 107  | 144  | 383  | 374  | 484  | 424  | 319  | 275  | 218  | 128  | 76   | 79   | 83   |

Национальный состав села: татары.

## Экономика
Жители работают преимущественно в крестьянских фермерских хозяйствах (полеводство, молочное скотоводство).

## Религиозные объекты
Мечеть (с 2003 года).